# Nekrasovski kozaki
Nekrasovski kozaki, Nekrasovci (rusko Некрасовцы, Некрасовские казаки, Казаки-некрасовцы) izvirajo iz donskih kozakov, ki so po porazu v Bulavinovem uporu med leti 1707 in 1708 septembra 1708 pobegnili v Kuban pod vodstvom Ignata Nekrasova, od tod tudi njihovo ime. Takrat je Kubanu vladal Krimski kanat. Kasneje so se Nekrasovskim kozakom pridružili še drugi ubežniki z Dona in pobegli ruski podložniki. Nekrasovci so bili staroverci in so jih zato preganjale pravoslavne ruske oblasti.
Sprva so se Nekrasovci naselili ob desnem bregu ob ustju reke Bolšaja Laba. Kasneje se je večina, vključno s samim Nekrasovim, naselila na polotoku Taman v treh mestih (gorodokih): Bludilovsk, Golubinsk in Kirjansk (Блудиловский, Голубинский, Чирянский).
Nekrasovci so še naprej napadali sosednje ruske dežele, vključno z območjem Dona; ruske sile so izvedle  več protinapadov. Posledično je do leta 1737 več sto tisoč ubežnikov iz južne Rusije pobegnilo na Kuban, v večjem številu so se pridružili Nekrasovcem.
Okrog leta 1737 je dejavnost Nekrasovcev zamrla; zgodovinarji domnevajo, da je Nekrasov tega leta umrl. Kmalu zatem je skupnost Nekrasovcev pričela razpadati in se začela preseljevati v Otomansko cesarstvo.
Med drugo svetovno vojno je v vojni na strani nemške vojske sodelovalo več Nekrasovskih kozakov. Leta 1962 se je nekaj Nekrasovskih kozakov preselilo v ZSSR. Ohranili so svoj donski kozaški jezik, njihove pesmi in svojo etnično identiteto kljub svoji ločenosti od drugih kozakov več kot 200 let. Delo za ohranjanje dediščine Nekrasovskih kozakov je v teku.